# شبكة وصول جميع الشركاء
شبكة وصول جميع الشركاء (اختصاراً، APAN-آبان)، المعروفة سابقاً باسم شبكة منطقة آسيا والمحيط الهادي، هي موقع تواصل اجتماعي تابع لوزارة الدفاع الأمريكية، يُستخدم لمشاركة المعلومات والتعاون. تُعتبر شبكة «آبان» مشروع التعاون الأمني الريادي لوزارة الدفاع الأمريكية. توفّر شبكة «آبان» بمجتمعها الافتراضي تفاعلاتٍ متعددة الجنسيات وتعاوناً متعدد الأطراف من خلال تمكينها المستخدمين من نشر محتوى متعدد الوسائط على شكل مدوّنات، ويكي، منتديات، شبكات المستندات، ومعارض الوسائط الإعلامية. تُستخدم شبكة «آبان» في الإغاثة الإنسانية، إدارة الكوارث، عملية التخطيط، المؤتمرات، ومجموعات العمل. تقدّم شبكة «آبان» وسيلة تواصل غير سرية للمنظمات غير الحكومية والدول الشريكة للولايات المتحدة الأمريكية والتي ليس لديها وصول إلى شبكات وزارة الدفاع الأمريكية التقليدية والمغلقة.

## النشأة

### 1997 - 2004
يمكن العودة بأصول شبكة «آبان» إلى مركز المعلومات الافتراضي الذي أُسس في كامب سميث، بهونولولو، في هاواي. اعتبر الأدميرال دينيس بلير، القائد الأعلى لقيادة المحيطين الهندي والهادي في الجيش الأمريكي، أنّ الوصول إلى حالة أمنٍ حقيقية في المنطقة يعتمد حصراً على اقتناع مختلف الدول بالتغيير السلمي، والتصرّف وفقاً لذلك لمواجهة التحديات السائدة. تبعاً لذلك، أُنشأت شبكة آبان في مارس 2000 لتقدم للدول الشريكة لأمريكا وصولاً إلى المعلومات غير المصنّفة كأسرار عسكرية في مركز المعلومات الافتراضي، وذلك لتأسيس وسيلة للتواصل الدولي.
تنفيذاً لأوامر الأدميرال بلير، استُخدمت شبكة منطقة آسيا والمحيط الهادي لتشجيع التعاون في المهامّ المشتركة، مثلاً في عمليات البحث والإنقاذ، وحفظ السلام، والتعاون في المحيط الهادي.
مع تطوّر شبكة آسيا والمحيط الهادي، بدأت الدول الشريكة لأمريكا تستفيد من رفع الوعي الظرفي بالأحداث والتطورات في منطقة آسيا والمحيط الهادي. قدّمت «آبان» منفعةً مشتركةً بتوفيرها الإمكانيات والمعلومات، ومشاركة النتائج مباشرةً مع شركاء القيادة العسكرية الأمريكية للمحيطين الهندي والهادي والمنظمات غير الحكومية.

### 2005 - 2009
مع توسّع شبكة «آبان»، استفادت منها برامج الإغاثة الإنسانية والتعافي من الكوراث وجلسات التخطيط.

في تقرير مقدّم للكونغرس الأمريكي في 1 أبريل 2007، قال وزير الدفاع الأمريكي روبرت جيتس:
«ظهرت قيمة هذه العلاقات والإمكانيات خلال إعصار تسونامي، وعمليات الإنقاذ من الزلازل والانزلاق الأرضي، كما في دعم عملية الحرية المستدامة في الفلبين. لتعزيز الاستقرار الإقليمي وعمليات التعاون المشتركة، تدعم القيادة العسكرية الأمريكية للمحيطين الهندي والهادي شبكة منطقة آسيا والمحيط الهادي (آبان)، وهي بوابة معلومات غير سرية على الإنترنت للمساعدات الإنسانية وعمليات الإنقاذ».  
في العام 2009، اختار جهاز الرقابة التنفيذية شبكة «آبان» كمنصّة للتعاون ومشاركة المعلومات الوطنيّة. عند حصول هذا، امتدّ استخدام شبكة آبان إلى أفراد من خارج القيادة الأمريكية لمنطقة المحيطين الهندي والهادي، فغُيّر اسمها إلى «شبكة وصول جميع الشركاء».

### 2010 -2015
بعد سنوات من تطوير شبكة «آبان» في يناير 2010، أنشأت وكالة أنظمة معلومات الدفاع مجتمعاً افتراضياً على شبكة «آبان» لمساعدة أكثر من 500 منظمة سعياً منها لتنسيق الجهود في مواجهة زلزال هايتي 2010. استُخدمت شبكة «آبان» لمساندة عملية الاستجابة المشتركة في التعاون مع المنظمات غير الحكومية، والحكومات الأجنبية، والأفراد الأجانب في الإغاثات الإنسانية. استفاد المستخدمون من شبكة «آبان» لمشاركة تقارير الحال، الصور، والإحصائيات الهامة مع المجتمع الإغاثي. كان من المستخدمين، الصليب الأحمر وغيرها من المنظمات الإغاثية الأصغر.

## التكنولوجيا المستخدمة
يستطيع مستخدمو شبكة «آبان» الاختيار بين منصّتين وفقاً لاحتياجاتهم: تيليجينت أو شيربوينت.
تيليجينت، أُضيفت إلى «آبان» في 2010، وتمنح مستخدمي الشبكة فرصاً للتواصل الاجتماعي عن طريق المدوّنات، الويكي، والمنتديات، ومعارض الوسائط المتعددة. في 2013، أضافت «آبان» شيربوينت كمنصة ثانوية للمستخدمين الباحثين عن محتوىً أكثر تنظيماً، باستخدام مكتبات المستندات والقوائم.

### خصائص إضافية

#### الدردشة
أضافت «آبان» مخدّمات للدردشة لدعم عمليات وتمارين الاستجابة للكوراث، استخدمها المشتركون للتعاون الفوري من مستعرض إنترنت في عام 2014.

#### عقد المؤتمرات
في العام 2000، أضافت «آبان» آدوبي كونيكت لتسهيل عقد المؤتمرات الفورية صوتاً وصورةً للمساعدة في التعلّم والتدريب على الإنترنت.
الخرائط ونظام المعلومات الجغرافية (جي-آي-إس)
في العام 2012، أضافت «آبان» خصائص الخرائط ونظم المعلومات الجغرافية لدعم التعاون. تم تحديث الخرائط في 31 أكتوبر 2015.

#### الموبايل
في 31 أكتوبر 2015، حدّثت «آبان» منصّة تيليجينت لتدعم التصميم المستجيب لمواقع الويب، تمكيناً من الوصول إليها عبر مختلف أنواع الأجهزة.

#### الترجمة
في 2014، حسّنت «آبان» وسائل الترجمة عبر الشبكة لتصبح قادرة على التواصل مع الشركاء الأجانب باستخدام عدة لغات.

## أثرها

### أعمالها في عمليات التواصل والتعاون العالمي

#### كوبرا جولد
استُخدمت شبكة «آبان» للإشعارات الطارئة في تمرين كوبرا جولد العسكري في العام 2008، وهو تمرين تُجريه في تايلاند سنوياً القيادة العسكرية الأمريكية لمنطقة آسيا والمحيط الهادي. حسّن تمرين كوبرا جولد من الجهود المشتركة لمواجهة الكوارث الطبيعية بما في ذلك إعصار تسونامي في المحيط الهندي في 2004، وتايفون هايان.

#### شبكة رونا (RONNA)
كانت شبكة رونا سابقاً جزءاً من هارموني ويب، ولكن انتقلت إلى «آبان» في 2011. قدّمت شبكة رونا خدمة تشارك المعلومات بين الأطراف العاملة لبناء دولة سلمية وديمقراطية في أفغانستان.

#### تمارين الجهود المشتركة
دعمت شبكة «آبان» تمارين الجهود المشتركة التابع لوزارة الدفاع الأمريكية: في المحيط الهادي، في أفريقيا، والجهود المشتركة.
اشترك في هذه التمارين ممثلون عسكريون عن عدة دول في المنطقة للتدريب على عمليات التواصل خلال سيناريوهات الأزمة. التقى المئات من ضباط الاتصالات والتقنيين من جميع أنحاء العالم في هذه الاجتماعات السنوية للتدريب على التواصل قبل الأزمات، لبناء شبكة علاقات تتخطّى الحواجز الثقافية.

### عمليات الغوث وإنقاذ منكوبي الكوارث

#### زلزال هايتي في 2010
كان زلزال هايتي من أشدّ الكوارث الوطنية دماراً. بعد الزلزال، طلب مسؤولون من هايتي العون من أمريكا. طُلب من شبكة «آبان» تقديم المعلومات غير العسكرية وغير السرية للتعاون في عمليات الإنقاذ. خلال 3 أسابيع كان هناك أكثر من 1800 مشترك مسجّل لدعم جهود الإغاثة.

#### زلزال اليابان في 2011
في مارس 2011، أُنشئ مجتمع دعم افتراضي على شبكة «آبان»، للمساعدة في تنسيق المعلومات بين دوائر الحكومة الأمريكية والمنظمات غير الحكومية المشتركة في جهود الإغاثة من الكوارث، وعملية توموداتشي المشتركة بين أمريكا واليابان.

#### مناورات ريمباك 2012: عملية استعادة تشيانتي
لأول مرة في تاريخ مناورات ريمباك، يُضاف إلى تمارينها البحرية جزءٌ متعلّق بجهود الإغاثة من الكوارث، تمّ ذلك بمشاركة المستشفيات التي اشتركت في مناورة سيناريو الكارثة بهبوط الهيليكوبتر، نقل المرضى ذوي الجروح الخطيرة. خلال عملية الاستجابة في المناورة، استخدمت وزارة الدفاع الموجة MHz800 و«آبان».

#### مناورات ريمباك 2014: عملية استعادة جريفين
استُخدمت «آبان» لتعزيز الوصول والتعاون في قسم الاستجابة للكوارث لعملية استعادة جريفين. أُنشئت مجموعة دعم على «آبان» لتقديم مستلزمات التعاون والإسهام في الاستجابة لجهود مواجهة الإعصار. كانت الصين جزءاً من التمرين على «آبان»، ولكن لم يُسمح لها بالوصول إلى أيّ معلومات سرية.

#### مناورات ريمباك 2016: عملية استعادة جريفين
شملت هذه العملية تنسيق الجهود بين عدة أجهزة عسكرية ومدنية أمريكية وكندية وغيرها من الحلفاء للاستجابة لكارثة زلزال مدمّر.

#### إعصار الفلبين 2013
جاءت الاستجابة الدولية بعد ساعات من ضرب إعصار هايان للفلبين في 8 نوفمبر 2013. أطلقت قيادة منطقة آسيا والمحيط الهادي الأمريكية بالتنسيق مع «آبان» مجموعة الاستجابة تايفون هايان، لتقديم المواقع الرئيسية والتنسيق والتواصل. استُخدمت «آبان» لتقديم تقارير عن الأضرار.

#### الاستجابة لحرائق غابات كاليفورنيا في نوفمبر 2018
في 8 نوفمبر 2018، هبّت النيران في كامب فاير في شمال كاليفورنيا. وكانت تلك الحرائق أكبر حريق مدمّر في تاريخ الولاية. قدّت «آبان» الدعم للقسم العسكري في الولاية.

### أعمالها في مجال الصحة

#### شبكة الاستجابة لفيروس إيبولا 2014
قدّمت القيادة العسكرية الأمريكية في أفريقيا الدعم لوكالة التطوير الأمريكية الدولية، الأمر الذي قاد إلى جهود الإغاثة الأجنبية لعملية العون المشتركة، والتي كانت بعثة من الجيش الأمريكي للاستجابة لداء إيبولا في غرب أفريقيا في سبتمبر 2014. من خلال التنسيق والتعاون، تمكنت المنظمات غير الحكومية والجيش الأمريكي من الاستفادة من «آبان» لتأسيس شبكة الاستجابة لإيبولا. وبعد شهر من إنشاء شبكة الاستجابة، تمكن 600 عضو من مشاركة تحديثات وإعلانات من خلال رفعهم الملفات واستخدام غرف الدردشة.